# キルギス国内軍
キルギス国内軍は、キルギス内務省に所属するキルギス共和国国内での活動を目的とした軍事組織。公共秩序の維持、重要施設の警備などを任務とする。
活動範囲はキルギス国内に限定されるが、純粋な軍事作戦を任務とした組織であり、国内軍構成員の身分は軍人である。フランス国家憲兵隊やイタリアのカラビニエリとは異なり、犯罪捜査などには従事しない。上述の通りキルギス内務省の指揮下にあるため、キルギス内務省軍とも呼ばれる。

## 歴史
1991年8月31日のキルギス独立後、キルギス国内軍の編成が始まり、ビシュケクに駐屯していた軍部隊7701と軍部隊7702、オシに駐屯していた軍部隊7703が編入された。
1992年 - 1995年の間、国内軍の混成支隊はオシ州のチョン・アライ地区とバトケン地区で戦闘任務を遂行した。1993年、独立国家共同体加盟国国家元首の決定に基づき、国内軍から義勇兵大隊が編成され、タジキスタンのゴルノ・バダフシャン自治州で平和維持任務を遂行した。
1999年8月、ウズベキスタン・イスラム運動の戦闘員がバトケン地区に侵入し、2000年まで国内軍の混成支隊が戦闘任務を遂行した（バトケン戦争）。

## 機構

### 作戦本部
ナルンに対する破壊工作と関連して、2009年5月9日に設置された。
- 本部長 - 国内軍副司令官
- 副本部長 - 作戦・組織局長
- 兵員業務局
- 指導保障局
- 部隊後方局
- 公安・施設警備局
- 秘書・法務保障局
- 局長先任補佐官

### 部隊・機関
- 第2旅団（軍部隊702）
- 第3旅団（軍部隊703）
- 第4旅団（軍部隊704）
- 第6旅団（軍部隊718）
- 第7旅団（軍部隊707）
- 内務省国内軍軍事病院
- 国内軍軍事大学

## 歴代司令官
| 職名   | 氏名             | 階級 | 在任期間 | 出身校 | 前職 |
| ------ | ---------------- | ---- | -------- | ------ | ---- |
| 司令官 | A.シャドゥベコフ | 大佐 | ?-       |        |      |